# Kunica
Kunica [pronunciación en polaco: /kuˈnit͡sa/] (en alemán: Sauenwerder) es un asentamiento ubicado en el distrito administrativo de Gmina Bierzwnik, dentro del Condado de Choszczno, Voivodato de Pomerania Occidental, en el norte de Polonia occidental. Se encuentra aproximadamente a 5 kilómetros al noreste de Bierzwnik, a 24 kilómetros al sureste de Choszczno, y a 85 kilómetros al sureste de la capital regional Szczecin.
Antes de 1945, el área fue parte de Alemania. Para la historia de la región, véase Historia de Pomerania.